# Winter World University Games 2023/Curling
Bei den Winter World University Games 2023 wurden zwei Turniere im Curling ausgetragen.

## Bilanz

### Medaillenspiegel
| Platz  | Land               | 00 | 00 | 00 | Gesamt |
| ------ | ------------------ | -- | -- | -- | ------ |
| 1      | China              | 1  | –  | –  | 1      |
| 1      | Großbritannien     | 1  | –  | –  | 1      |
| 3      | Vereinigte Staaten | –  | 1  | 1  | 2      |
| 4      | Südkorea           | –  | 1  | –  | 1      |
| 5      | Kanada             | –  | –  | 1  | 1      |
| Gesamt | Gesamt             | 2  | 2  | 2  | 6      |

### Medaillengewinner
| Disziplin | Gold                                                                       | Silber                                                                                   | Bronze                                                                                   |
| --------- | -------------------------------------------------------------------------- | ---------------------------------------------------------------------------------------- | ---------------------------------------------------------------------------------------- |
| Männer    | GroßbritannienJames Craik Mark Watt Angus Bryce Blair Haswell Jack Carrick | Vereinigte StaatenDaniel Casper Luc Violette Ben Richardson Chase Sinnett Marius Kleinas | KanadaOwen Purcell Jeffrey Meagher Adam McEachren David McCurdy Caelan McPherson         |
| Frauen    | ChinaHan Yu Dong Ziqi Zhu Zihui Jiang Jiayi Ren Haining                    | SüdkoreaHa Seung-youn Kim Hye-rin Yang Tae-i Kim Su-jin                                  | Vereinigte StaatenDelaney Strouse Anne O’Hara Sydney Mullaney Rebecca Rodgers Susan Dudt |